# Пивоваров Єгор Юрійович
Єгор Юрійович Пивоваров (9 червня 1983, Київ) — український науковець, дипломат. Тимчасовий повірений у справах України в Королівстві Бельгія та у Великому Герцогстві Люксембург.

## Біографія
Народився 9 червня 1983 року у Києві. У 2004 році закінчив Інститут міжнародних відносин Київського національного університету імені Тараса Шевченка за спеціальністю «Міжнародні відносини», бакалавр з міжнародних відносин; у 2006 закінчив магістратуру Університету Париж-Сорбона (Париж) за спеціальністю «Геополітика». З 2010 року — кандидат політичних наук, тема дисертації: «Модель національної безпеки і оборони Франції: можливості її адаптації до умов України». Володіє: українською, французькою, англійською, російською та італійською мовами.
У 2004—2007 рр. — працівник Департаменту засобів масової інформації Міжнародного Бюро Виставок (Париж).
У 2007—2009 рр. — головний консультант відділу глобальної безпеки та європейської інтеграції Національного інституту проблем міжнародної безпеки Ради національної безпеки і оборони України.
Із листопада 2009 р. — на дипломатичній службі України.
У 2009—2011 рр. — Департамент інформаційної політики Міністерства закордонних справ України.
У 2011—2016 рр. — працює в Постійному Представництві України при ООН (Нью-Йорк, США).
У 2016—2018 рр. — Перший секретар в МЗС України.
З 2018 року — Перший секретар Посольства України в Королівстві Бельгія.
У 2021 році — був Тимчасовим повіреним у справах України в Королівстві Бельгія та у Великому Герцогстві Люксембург.

## Публікації
- Україна та грузинсько-російське протистояння: нові політичні можливості та виклики національній безпеці [Текст] / Є. Ю. Пивоваров // Держава і право. - 2008. - Вип. 42. - С. 696-702. - Бібліогр. в кінці ст.[7]

## Сім'я
- Батько — Пивоваров Юрій Анатолійович (* 1962) — український дипломат. Посол України в Сенегалі.